# BMW V12 LMR
BMW V12 LMR (скорочення від L e M ans R oadster) — гоночний автомобіль, що використовувався в перегонах з 1999 по 2000 рік і прийшов на заміну BMW V12 LM 1998 року. В рамках проекту була підготовлена майбутня співпраця між BMW та Williams в Формулі-1. Вільямс сприяв підготовці шасі родстера. Двигун V12 був взятий з McLaren F1, який переміг в 1995 році в Ле-Мані.
В 1999 року автомобіль здобув перемогу в 24 годинах Ле-Мана, ставши єдиним автомобілем BMW, який її здобув.

## Двигун
- 5990 см³ BMW S70/3 V12 60° 600 к.с. 678 Нм